# Solange II
Re Wünsche Handelsgesellschaft (22 жовтня 1986 р.) BVerfGE 73, 339 — справа про конституційне право Німеччини та право ЄУ, широко відома як Solange II, що стосується конфлікту права між національною правовою системою Німеччини та правом Європейської Унії.

## Зміст
Заявник подав заявку на отримання ліцензії на імпорт, але отримав відмову. Позивач оскаржив режим ліцензування імпорту (Регламент 2107/74) у Франкфуртському адміністративному суді (Verwaltungsgericht), але справу було відхилено. Суд постановив, що постанова була прийнята відповідно до цілей ст. 39 ДЄС (ст. 45 ДФЄУ).
Справу було оскаржено до Федерального вищого адміністративного суду (Bundesverwaltungsgericht), який призупинив розгляд справи та направив преюдиційний запит до Суду Справедливости. Суд Справедливости вважав, що регламент дійсний. У відповідь апелянт звернувся до Федерального конституційного суду Німеччини (GFCC, BVerfG, Bundesverfassungsgericht), посилаючись на кілька порушень конституційних прав Німеччини. Апелянт стверджував, що після рішення у справі Solange I, Конституційний Суд має скасувати застосування законодавства ЄУ, яке суперечить захисту основних прав, передбаченому Основним законом Німеччини (Grundgesetz).

## Вирок

### Федеральний конституційний суд Німеччини
Федеральний конституційний суд (Bundesverfassungsgericht) остаточно відхилив скаргу. Після справи Solange I 1974 року він взяв до уваги рішення Суду Справедливости захисту основних прав, прийняття декларацій про права та демократію інституціями Спільноти, а також те, що всі держави-члени ЄУ приєдналися до Європейської конвенції з прав людини.
|  | Зважаючи на ці події, слід вважати, що до тих пір, поки Європейські Співтовариства (Solange die Europäischen Gemeinschaften...) і, зокрема, прецедентне право Європейського Суду, загалом забезпечують ефективний захист основних прав проти суверенних повноважень Співтовариств, який слід розглядати як суттєво подібний до захисту основних прав, беззастережно вимаганого Конституцією, і настільки, наскільки вони загалом захищають істотний зміст основоположних прав, Федеральний конституційний суд більше не здійснюватиме свою юрисдикцію щодо прийняття рішення про застосовність вторинного законодавства Співтовариства, яке цитується як правова основа для будь-яких актів німецьких цивільних судів або органів влади в межах суверенної юрисдикції Федеративної Республіки Німеччина, і він більше не переглядатиме таке законодавство за стандартом основних прав, що містяться в Конституції. |

Фактично це означало, що повноваження Суду Справедливости в Німеччині визнавалися Федеральним судом, якщо рішення Суду Справедливости відповідали принципам національного права Німеччини.

## Значимість
На відміну від попереднього рішення у справі Solange I, Федеральний конституційний суд визнав рішення Суд Справедливости обов’язковим і остаточним у Німеччині. Примітно, що GFCC не відмовився від своєї компетенції щодо перевірки законодавства ЄУ у світлі фундаментальних прав Основного закону Німеччини. Скоріше вони призупинили цей контроль, щоб його поновили, якщо справа може продемонструвати зниження стандартів фундаментальних прав в ЄУ нижче стандартів, гарантованих Основним законом.
Крім того, і Solange I, і Solange II демонструють атмосферу конструктивної суперечки в європейських судах. Доктрина Solange GFCC спонукала Суд Справедливости та інституції ЄУ зрештою розробити власні системи захисту основних прав, пропонуючи рівний або вищий рівень захисту, ніж Основний закон Німеччини.